# Einsteinium
L'einsteinium (symbole Es) est l'élément chimique de numéro atomique 99, ainsi nommé en l'honneur d'Albert Einstein. C'est un élément transuranien de la famille des actinides, radioactif et synthétique.

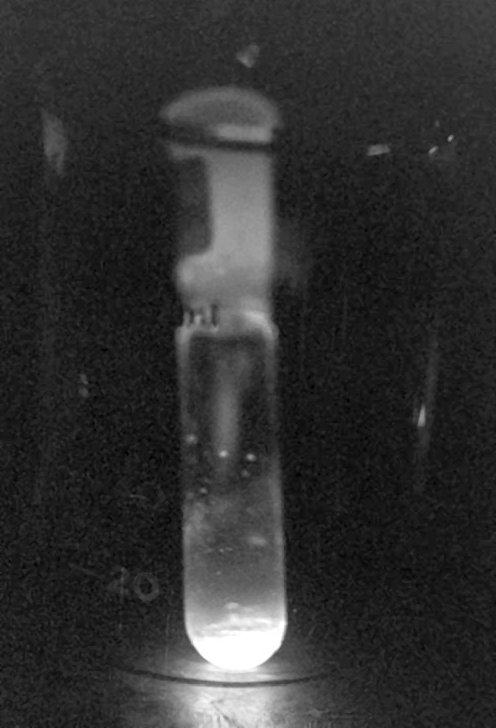
Environ 300 µg d'einsteinium 253.

## Propriétés
Dans les conditions normales de température et de pression, le corps simple est un métal blanc argenté, de structure cristalline cubique à faces centrées. Sa température de fusion est de 860 °C. Il forme différents composés avec l'oxygène et les halogènes : Es2O3, EsF3, EsF4, EsCl3, EsBr3, EsI3 et EsOCl.
L'einsteinium a été découvert en 1952 par Albert Ghiorso sous la forme de son isotope 253, récupéré dans les débris résultant d'une explosion thermonucléaire. Il est produit en bombardant des actinides plus légers avec des neutrons. Plus particulièrement, on obtient de faibles quantités d'einsteinium 253 en bombardant des atomes de plutonium 239 avec des neutrons thermiques : 
239
94Pu + 14 1
0n → 253
99Es + 5 β−.
Comme pour tous les éléments synthétiques, les isotopes de l’einsteinium sont tous extrêmement radioactifs et doivent être considérés comme hautement dangereux pour la santé par ingestion. Le moins instable est 252Es avec une demi-vie d'environ 471,7 jours.
Selon une étude parue en 2021 dans la revue Nature, une équipe du laboratoire national Lawrence-Berkeley réussit à créer environ 200 ng de l'isotope 254Es et étudier sa longueur de liaison ainsi que les comportements spécifiques d’émission, non observés jusqu’alors avec d’autres actinides de numéro atomique inférieur.

## Historique
L'einsteinium a été découvert en 1952 en même temps que le fermium lors de l'explosion thermonucléaire Mike. Les travaux autour de l'einsteinium n'ont été déclassifiés et publiés dans la littérature scientifique qu'en 1955.
Le symbole de l'einsteinium n'a pas toujours été Es, il a d'abord été E.

## Composés

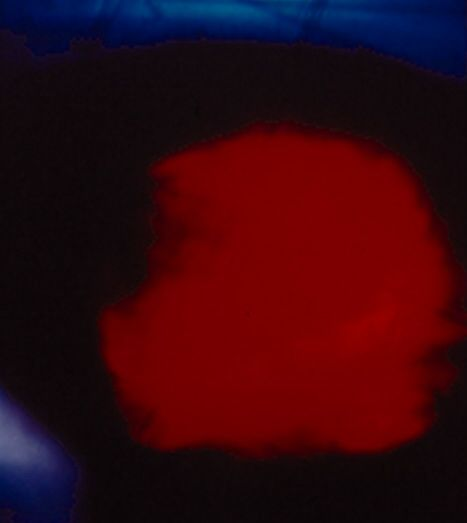
Triiodure d'einsteinium rougeoyant dans le noir.

On connaît différents composés de l'einsteinium avec l'oxygène et les halogènes (Es2O3, EsF3, EsF4, EsCl3, EsBr3, EsI3 et EsOCl), ainsi qu'un complexe organique,.

## Isotopes
Dix-neuf isotopes sont connus, de masse atomique 240 à 258,  plus trois isomères. Le moins instable est 252Es avec une demi-vie d'environ 471,7 jours.

## Dans la fiction
L'einsteinium est utilisé dans le jeu Singularity sous l'ancienne dénomination E. Il aurait été découvert par les soviétiques en 1952 sur l'île fictive Katorga 12.
L'einsteinium est un des minéraux du jeu vidéo Motherload. Il se présente sous la forme de polygones gris-bleu. Assez curieusement, il n'a pas l'air radioactif, puisqu'il est même utilisé comme coque de bonne qualité. Il se vend plutôt cher, à mi-chemin entre le prix du platine et de l'émeraude.